# 若葉さくら
若葉 さくら（ わかば -、1982年9月1日 - ）は、千葉県出身のストリッパー。2002年3月21日に所属先の大阪東洋ショーにてデビュー。2021年7月引退。